# Guido Reif
Guido Reif (* 31. März 1902 im deutsch-tschechischen Grenzgebiet; † 6. Dezember 1953 in Dresden) war ein deutscher Dramaturg, Schauspieler, Spielleiter, Schriftsteller, Journalist und Übersetzer.

## Leben
Nach seinem Studium arbeitete Guido Reif als Dramaturg an Theatern in Bielitz, Brünn und Wien. Von 1933 bis 1938 schrieb er als Journalist für mehrere Arbeiterzeitungen, später war er Hauptschriftleiter der Prager illustrierten Wochenschau (Untertitel „Kultur–Unterhaltung–Verkehr: Ratgeber für Besucher der Stadt Prag, Unterhaltungs- und Vergnügungsanzeiger, Theater- und Konzertprogramme, Neue Filme, Veranstaltungsvorschau“) sowie ab 1941 des Prager Jahrbuchs und auch für die Gesamtgestaltung des Letzteren zuständig. Öffentliche Bekanntheit als Feuilletonjournalist erlangte er unter anderem durch einen kritischen Kommentar zu Gerhart Hauptmanns historischer Tragödie Florian Geyer. Nach dem Zweiten Weltkrieg wurde Reif Leiter der „Abteilung künstlerisches Wort“ am Landessender Dresden. Mit Beginn der Spielzeit 1949/50 arbeitete er als Dramaturg und in der Spielzeit 1952/53 (neben Carl Ballhaus und Werner Simon) auch als Spielleiter am Staatstheater Dresden. Hier brachte er auch mehrere selbst geschriebene Stücke sowie von ihm aus der tschechischen Sprache übersetzte Stücke zur Aufführung. Unter der Regie von Guido Reif erlebte Friedrich Wolfs Floridsdorf am 20. Mai 1953 in Dresden seine Uraufführung auf einer deutschen Bühne, gleichzeitig war es das letzte Schauspiel Wolfs, das noch zu seinen Lebzeiten auf eine deutsche Bühne kam. Nebenbei war Reif in Dresden auch für die Gestaltung der Programmhefte und Jahrbücher der Staatstheater verantwortlich.
Guido Reif starb am 6. Dezember 1953 nach langer, schwerer Krankheit in Dresden. Zur Widerkehr seines 1. Todestages führten die Dresdner Staatstheater am 6. Dezember 1954 Miloslav Stehliks „Der Weg ins Leben“ auf, das in der Übersetzung von Reif und unter seiner Regie 1952 in Dresden Premiere auf einer deutschen Bühne hatte.

## Regie
- 1950: Vašek Káňa: Brigade Karhan (Staatstheater Dresden)
- 1951: Guido Reif: Deutsche Tragödie (Staatstheater Dresden – Kleines Haus)
- 1952: Miloslav Stehlik: Der Weg ins Leben (Staatstheater Dresden)
- 1952: Vašek Káňa: Heilige ohne Heiligenschein (Staatstheater Dresden)
- 1952: Nikolai Pogodin: Der Mann mit dem Gewehr (Staatstheater Dresden, 21. November)[15]
- 1953: Friedrich Wolf: Floridsdorf (Staatstheater Dresden, 20. Mai)[16]

## Übersetzungen aus dem Tschechischen
- Miloslav Stehlik: Der Weg ins Leben
- Vašek Káňa: Brigade Karhan
- Vašek Káňa: Heilige ohne Heiligenschein

## Veröffentlichungen
- 1941: Licht aus dem Dunkeln. In: Stadt Prag (Hg.): Die Stadt am Strom: Dichter erzählen von Prag und seiner Geschichte. Gauverlag Bayrische Ostmark, Bayreuth 1941, S. 33–41.
- 1941: Das Ende des Kaspar Rucky von Rudz. In: Prager Jahrbuch 1940/41. Verlag der Prager Wochenschau, Prag 1941, S. 47–49.
- 1942: Prager Jahrbuch 1941/1942, Verlag Oskar Kuhn & Co. Prag (Gesamtgestaltung).
- 1942: Die Ouvertüre. In: Prager Jahrbuch 1941/42, S. 110–120.
- 1943: Ein Löwe als Friedensstifter. In: Film-Kurier, Nr. 28, 3. Februar 1943, S. 3f.
- 1943: Antlitz und Werk. Leo Blahak. In: Prager Illustrierte Wochenschau, 27. November 1943, S. 1.
- 1944: Verklungene Melodie, Verlag Moebe & Co. Prag (Buch).
- 1950: Der Rebell (Schauspiel in 3 Akten).
- 1950: Deutsche Tragödie (Chronik in 4 Akten).
- 1951: Volksverbundenes Theater: Erlebnisse und Ergebnisse der Dresdner Gastspielreise. In: Theater der Zeit 6(1951)19, S. 19f.